# 袖珍椰子
袖珍椰子（学名：Chamaedorea elegans）原产于墨西哥及中美洲地区。属棕榈科竹节椰属。

## 形态
幼株高约20-30公分，较高品种可达一米。既可盆栽，也可用于切花。喜温暖、潮湿气候，用肥沃且排水良好的砂壤土种植较宜。它茎干直立，不分枝，深绿色，上具不规则花纹。叶一般着生于枝干顶，羽状全裂，裂片披针形，互生，深绿色，有光泽。长14~22厘米，宽2~3厘米，顶端两片羽叶的基部常合生为鱼尾状，嫩叶绿色，老叶墨绿色，表面有光泽，如蜡制品。